# Список умерших в 823 году

## Апрель
- 27 апреля — Аль-Вакиди, исламский историк.

## Сентябрь
- 6 сентября — Гондульф, епископ Меца (816—823), католический святой.

## Октябрь
- 9 октября — Ангильберт I, архиепископ Милана (822—823).
- Фома Славянин, вождь одной из самых крупных гражданских войн в Византийской империи, имевшей место в 821—823 годах.

## Дата смерти неизвестна или требует уточнения
- Кёлвульф I, король Мерсии, Восточной Англии и Кента (821—823).
- Людевит Посавский, князь паннонских хорватов (ок. 810—823).
- Тимофей I, католикос-патриарх Церкви Востока.
- Фёкла, византийская императрица, первая супруга императора Михаила II Травла.